# Gnölbzig

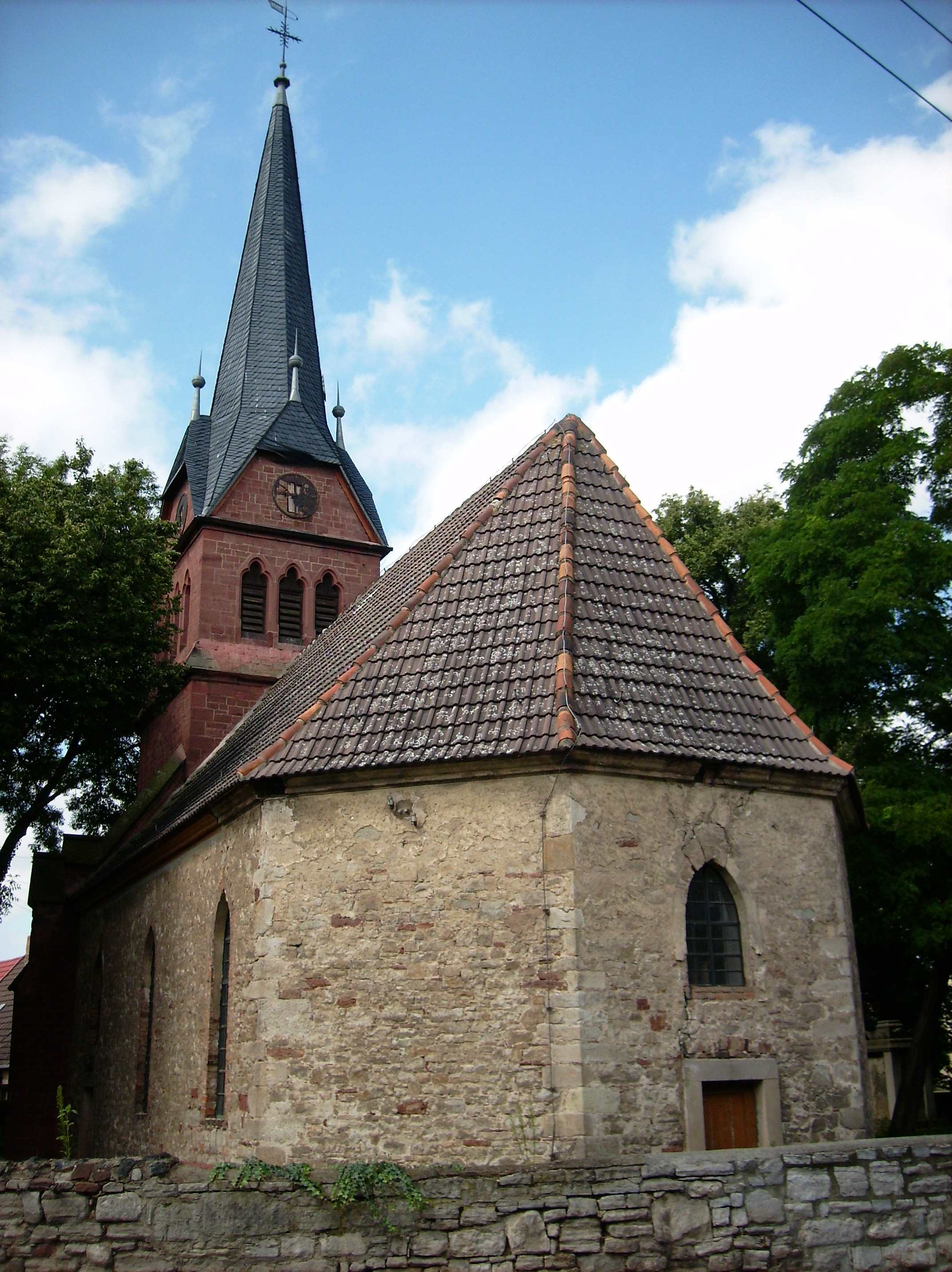
Die St.-Mauritius-Kirche in Gnölbzig

Gnölbzig ist ein Ortsteil der Stadt Alsleben (Saale) im äußersten Süden des Salzlandkreises in Sachsen-Anhalt, etwa 30 Kilometer nordwestlich von Halle (Saale).

## Geografie
Das Dorf liegt am westlichen Ufer der Saale, ungefähr fünf Kilometer südöstlich von Alsleben, in etwa 85 Metern Höhe. Nachbarorte sind Könnern im Osten, Trebnitz im Norden, Strenznaundorf im Westen und Nelben im Süden. Gnölbzig befindet sich im Naturpark Unteres Saaletal. Besondere Bedeutung hat dabei das ca. 10 ha große Naturschutzgebiet Severin zwischen der Stadt Alsleben (Saale), Ortsteil Gnölbzig und der Stadt Könnern, Ortsteil Trebnitz. Dabei handelt es sich um den einzigen Auwaldrest im Süden des Salzlandkreises. Nordwestlich von Gnölbzig mündet der Salzbach in die Saale.
Direkt ans Dorf grenzt ein Altarm der Saale, der 1933 bei einer Flussbegradigung abgeschnitten wurde.

## Geschichte
Vermutlich entstand das Dorf als ursprünglich slawische Gründung.
Es findet in einer Urkunde Erzbischof Konrads I. von Magdeburg vom 6. Januar 1135 erstmals Erwähnung, in der dieser eine Schenkung an das Kloster Neuwerk bestätigt, die u. a. in zwei Hufen und zwei Höfen in „Glinibss“ besteht. Die Schreibweise des Ortsnamens variiert im Laufe der Jahrhunderte: „Glinibs“, „Gnepltzk“, „Gnelbs“, „Gnölbs“, „Gnölbzig“.
1393 gelangte die Familie von Krosigk in den Besitz des Dorfes, dessen Oberhoheit beim Erzstift Magdeburg lag. Vom Anfang des 15. Jahrhunderts bis 1636, zu der Zeit von Christoph von Krosigk, existierte eine eigene Gnölbziger Linie der Familie. 1664 erhielt Heinrich von Krosigk im Rahmen einer Erbteilung die Stadt und das alte Schloss Alsleben sowie die umliegenden Ortschaften Piesdorf, Strenz, Naundorf, Gnölbzig und Nelben. Im August 1755 kaufte der aus Braunsforth in Pommern stammende Kammerpräsident Christoph Heinrich von Wedel die Rittergüter Piesdorf und Gnölbzig. Das 1705/12 erwähnte Vorwerk Gnölbzig erscheint im 18. Jahrhundert auch als Rittergut, wurde aber von Piesdorf aus mitverwaltet. Zu diesem Zeitpunkt (seit 1680) gehörte Gnölbzig zum brandenburg-preußischen Herzogtum Magdeburg (Saalkreis) und wird wie folgt beschrieben:
„Gnölbs, Dorf im Saalcreise“ […] „Gnölbzig, Gnölbs, Ritterguth, … Dorf und Filialkirche. … das Dorf hat 24 Feuerstätten und eine Schenke, die Bier ziehen kann, so sie will. Der Ackerbau ist gut; auch allda gute Weide und Viehzucht, auch wohnen daselbst einige Fischer, die ihr Gehege in der Saale haben. Die Kirche ist ein Filial von Nelben, heist zu S. Moritz, und hat 9 Morgen Kirchenacker. … Das Dorf Gnölbzig gehöret mit Ober- und Untergerichten zum Ritterguthe, so auch einige Cabelleute allda hat; die Anspänner und Cossaten aber müssen die Spann= und Handdienste zum Ritterguthe Pießdorf leisten.“
1795/96 wurde die St.-Mauritius-Kirche als schlichter Bruchsteinbau errichtet (Inschrift über der Kirchtür 1795). Der neogotische Turm und die Fenster folgten Ende des 19. Jahrhunderts.
Zwischen 1807 und 1813 gehörte Gnölbzig zum Königreich Westphalen (Kanton Alsleben im Saaledepartement mit Sitz in Halberstadt).
Infolge des Wiener Kongresses wurde der westlich der Saale liegende Teil des Saalkreises (Alsleben, Belleben, Haus Zeitz, Piesdorf, Strenznaundorf, Gnölbzig, Nelben, Zellewitz, Zickeritz und Brucke) 1816 in den neu geschaffenen Mansfelder Seekreis mit dem Landratsamt in Eisleben eingegliedert. Dieser gehörte zur preußischen Provinz Sachsen im Regierungsbezirk Merseburg. Das blieb im Wesentlichen bis 1952 so.

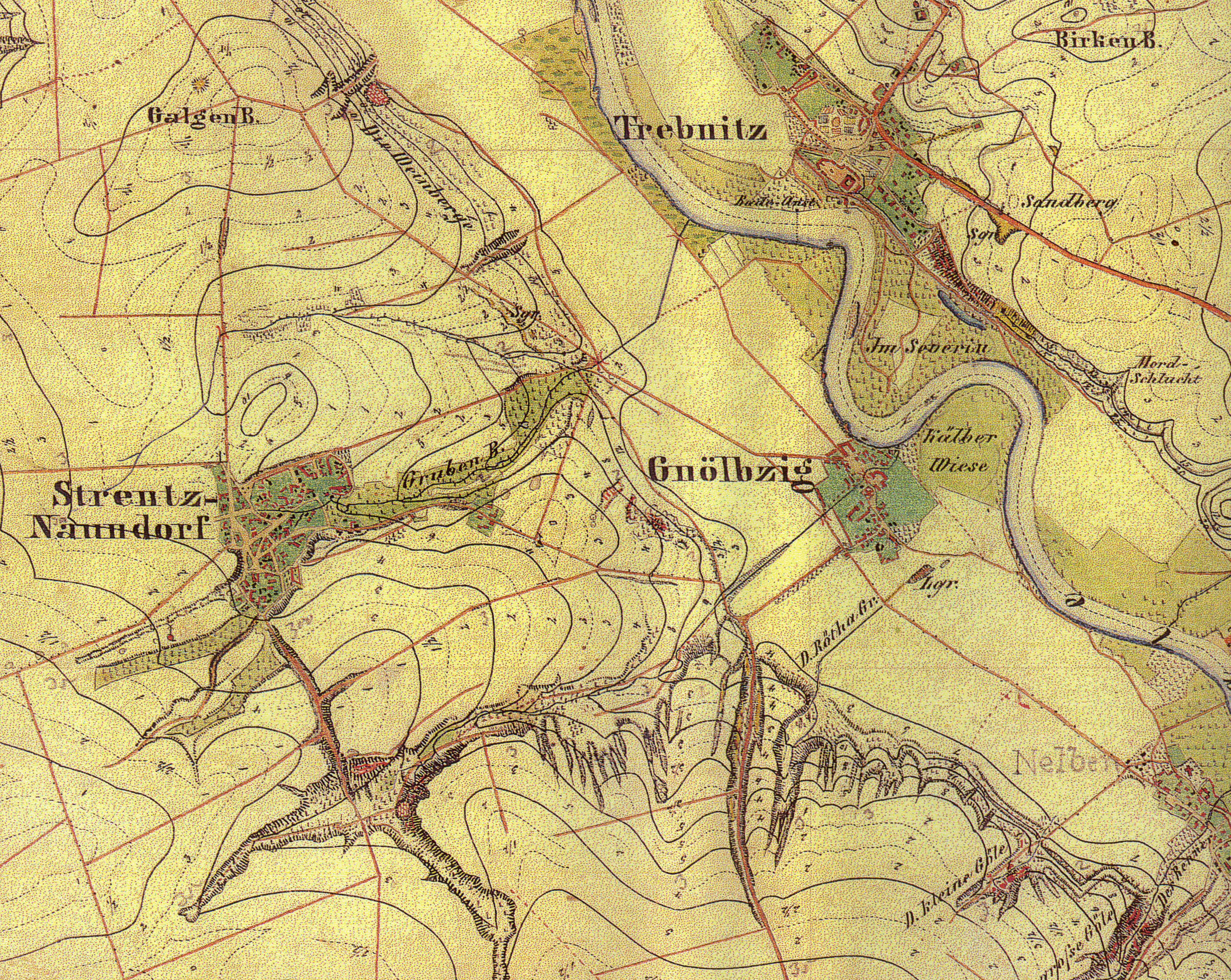
Ausschnitt aus dem Urmesstischblatt Cönnern von 1852

Am 16. Januar 1922 beschloss die Gemeindevertretung einstimmig, einen Antrag auf Auflösung des Gutsbezirkes zu stellen. Begründung: 1. Es gibt nur eine gemeinsame Kasse und einen gemeinsamen Etat; 2. Die Mitglieder der Landeskrankenkasse des Gutsbezirks werden in der Gemeindekrankenkasse geführt; 3. Der Gutsbezirk führt kein Personenverzeichnis, stellt keine Lebensmittelkarten aus. Nach Klärung verschiedener Sachverhalte und Ausräumung von Meinungsverschiedenheiten wird dies am 17. Dezember 1924 durch das Preußische Staatsministerium urkundlich genehmigt. Die Gemeinde Gnölbzig hatte zu diesem Zeitpunkt ca. 400 ha Fläche und 269 Einwohner. Der Gutsbezirk Gnölbzig hatte 264,25 ha Fläche und 73 Einwohner.

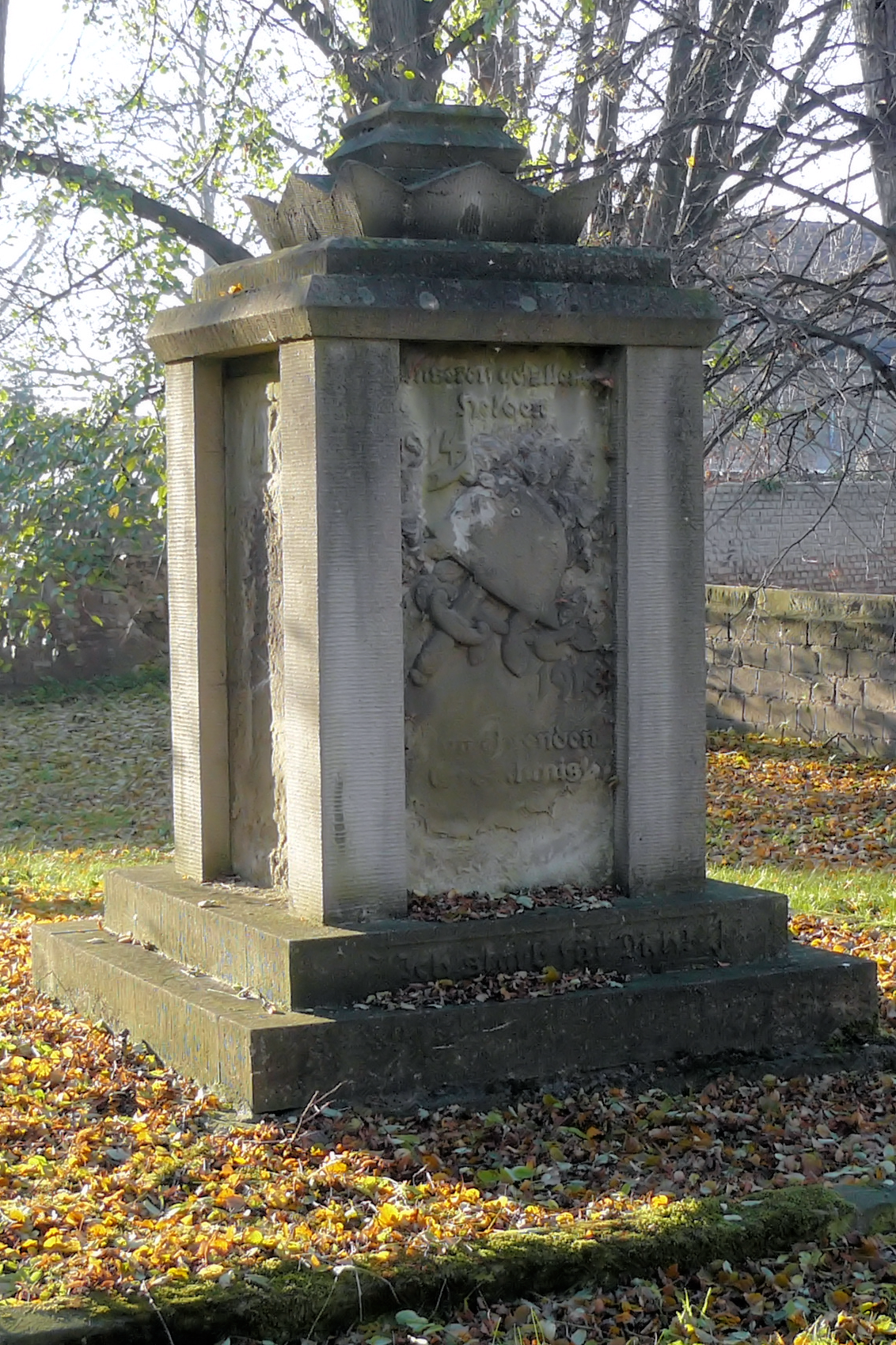
Denkmal für die Gefallenen des Ersten Weltkriegs auf dem Kirchhof in Gnölbzig

Mit einer Gesamtinvestition von 10.000 Reichsmark wird Gnölbzig 1930 an die bereits bestehende Wasserleitung des Rittergutes angeschlossen. 1934 erfolgt der Anschluss an das Telefonnetz von Könnern.

Am 1. Juli 1950 wurde Nelben eingemeindet. 1954 wurden im Auftrag der SED weitreichende Pläne entwickelt, Gnölbzig und den Ortsteil Nelben zu einem Musterdorf zu entwickeln. Es sollten umfangreiche Baumaßnahmen für die Landwirtschaft, insbesondere Stallungen für die Tierzucht und ein Ausbau der dazugehörenden LPG-Bauten erfolgen. Zudem wurde eine neue Ortsmitte geplant, in der ein Kulturhaus mit Saal für 400–500 Personen, eine Zentralschule, ein Lehrlingsheim für etwa 60 Lehrlinge und anschließender Berufsschule, eine Mütterberatungsstelle, eine Kindertagesstätte sowie Einkaufsmöglichkeiten geschaffen werden sollten. Für den Ortsteil Nelben sahen die Entwürfe eine Großgärtnerei und eine dazugehörige Konservenfabrik vor.
Diese Pläne sind niemals umgesetzt worden. Sie hätten das städtebauliche Gesicht des Dorfes vollständig verändert.

Am 2. Januar 1993 verlor Gnölbzig seine kommunale Eigenständigkeit und wurde in die Stadt Alsleben (Saale) eingemeindet. Der Ortsteil Nelben wurde dabei nach Könnern umgegliedert.

## Verkehr und Infrastruktur
Südlich des Ortes überquert die Bahnstrecke Halle–Halberstadt die Saale.
Im Mai 1869 beginnen Verhandlungen über den Erwerb von Flächen zum Bau des Abschnittes von Sandersleben nach Cönnern der Aschersleben-Hallenser Bahn, die von der Magdeburg-Halberstädter Eisenbahngesellschaft errichtet werden soll. Vonseiten der Gemeinde sind der Rittergutsbesitzer Andreas Goeltzer, der Dorfschulze Herz und die Kirchengemeinde hauptsächliche Verhandlungspartner.  Bis September 1871 werden mit insgesamt 21 Eigentümern Kaufverträge abgeschlossen.
Im Januar 1899 stimmt der preußische Minister der öffentlichen Arbeiten in einem Schreiben an die königliche Eisenbahndirektion zu Magdeburg der Einrichtung eines Haltepunktes bei Gnölbzig (km 32,3 der Strecke Cönnern-Belleben) zu. Als Voraussetzungen werden genannt: 1. unentgeltliche Hergabe des Grund und Bodens, 2. Zahlung eines Zuschusses von 10000 M und 3. Abschluss von Verträgen mit den Interessenten über die Befestigung und spätere Unterhaltung der Bahnhofszuführungen. Dem war im März 1898 eine gemeinsame Petition der Gemeinden Gnölbzig, Nelben, Strenz-Naundorf, Zellewitz und Zickeritz für eine Haltestelle oder einen Haltepunkt in Gnölbziger Flur vorausgegangen. Damit sollte die wirtschaftliche Anbindung dieser Dörfer an das östliche Saaleufer verbessert werden, da zu diesem Zeitpunkt lediglich Fähren den Personen- und Warentransport über den Fluss bewerkstelligten und diese bei Hochwasser jeweils eingestellt werden mussten. Die nächsten Straßenbrücken über die Saale befanden sich seinerzeit in Halle und Bernburg.
Der Eisenbahnhaltepunkt zwischen Nelben und Gnölbzig wurde bis 24. Mai 1998 aufrechterhalten.
Die nächste Straßenbrücke über den Fluss befindet sich seit 1929 südlich der Eisenbahnüberführung zwischen Nelben und Könnern.
Außer der Straße nach Nelben existieren auch Straßenverbindungen nach Alsleben und Strenznaundorf. Um 1883 erfolgte ein erster Ausbau der Chaussee von Alsleben über Gnölbzig nach Nelben.